# هایهم، فارست هیث
هایهم (به انگلیسی: Higham) یک روستا و محله مدنی در بریتانیا است که در Forest Heath واقع شده‌است. هایهم ۱۵۶ نفر جمعیت دارد.